# Código de barras (álbum)
Código de barras es el segundo disco de la banda de rock argentina Cielo Razzo. Fue grabado en los estudios de Palmo Adario, en Funes, entre los meses de septiembre y octubre de 2003.
Habiendo crecido mucho y con numerosos nuevos adeptos, la banda decide que es hora de ingresar por segunda vez al estudio a grabar un nuevo disco. En abril de 2003 el baterista Pablo Caruso y el escenógrafo Claudio Crispin mueren resultado de un accidente automovilístico. Después de un parate la banda se pone nuevamente en marcha, ya con Javier Robledo ocupando el lugar del fallecido "Largo" y se graba "Código de Barras" nombre que sería un homenaje al fallecido baterista, que tenía un tatuaje con forma de un código de barras.
"Luna" y "Estrella" son los cortes elegidos para la edición de los videoclips.
El disco recibe buena crítica y es completamente aceptado por sus fanes, siendo hasta la actualidad junto con su antecesor Buenas los discos más comercializados de la banda.
Ya en 2004, con la consolidación total del disco, emprenden una gira por la costa atlántica, por la provincia de Santa Fe y en Buenos Aires (2 veces) para cerrar el año con una presentación en el cierre del 3º Congreso Internacional de la Lengua Española en el Monumento Histórico Nacional a la Bandera ante un numeroso público.

## Arte de tapa
La portada del disco fue muy bien trabajada a pesar de presentarse de manera sencilla. Tiene de fondo un tapiz con mezcla de muchos colores, entre ellos amarillo, blanco, gris y violeta que compenetrados hacen el efecto de papel viejo. En el centro se encuentra la imagen del código de barras y el logo de Cielo Razzo en color negro.

## Lista de temas
1. "Luna" - 4:34
2. "Mujer" - 4:22
3. "Estrella" - 4:58
4. "Frágil" - 4:05
5. "Demás" - 3:43
6. "Chapa y bandera" - 4:51
7. "Por llegar" - 4:45
8. "Otoño blanco" - 4:26
9. "Madre poder" - 2:04
10. "Arde" - 6:20
11. "Esquina" - 5:00
12. "Puta" - 3:29
13. "Vueltas" - 6:31
14. "Cuenta" - 5:58

## Músicos
- Pablo Pino: Voz, armónica y coros.
- Diego Almirón: Guitarra y coros.
- Fernando Aime: Guitarra
- Cristian Narvaez: Bajo
- Javier Robledo: Batería
- Juan Pablo Bruno: Percusión

## Músicos invitados
- Marcelo Vizarri: teclados en "Luna", "Estrella", "Demás", "Chapa y bandera", "Otoño blanco", "Vueltas" y "Cuenta".
- Palmo Adario: teclados en "Por llegar"